# Schommelschip

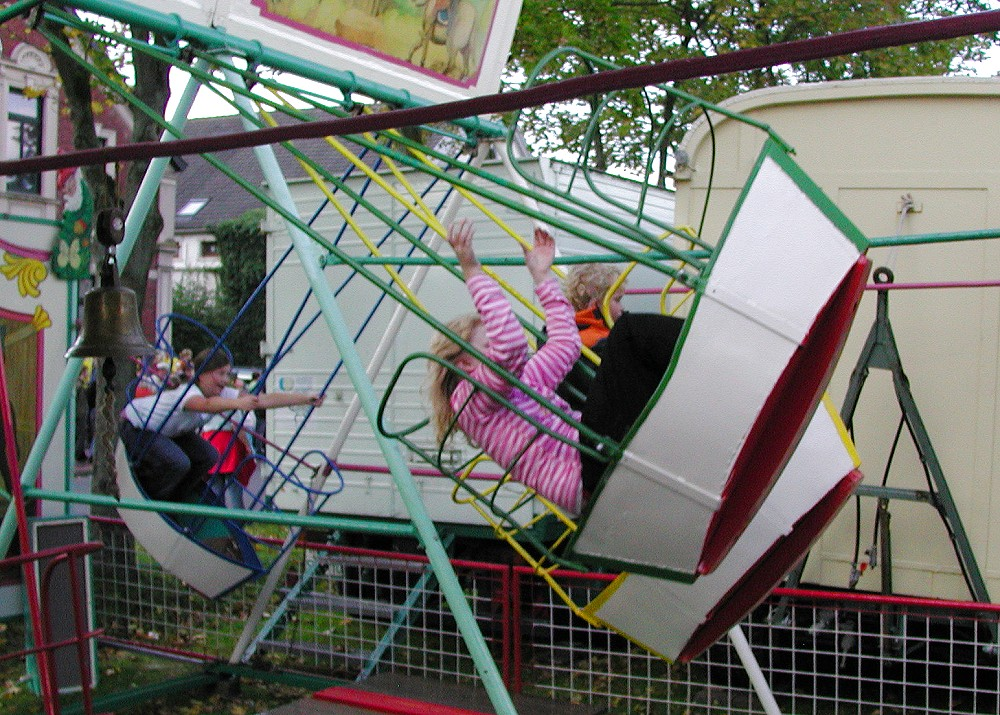
Schipschommel (Roonkarker Mart, Duitsland)

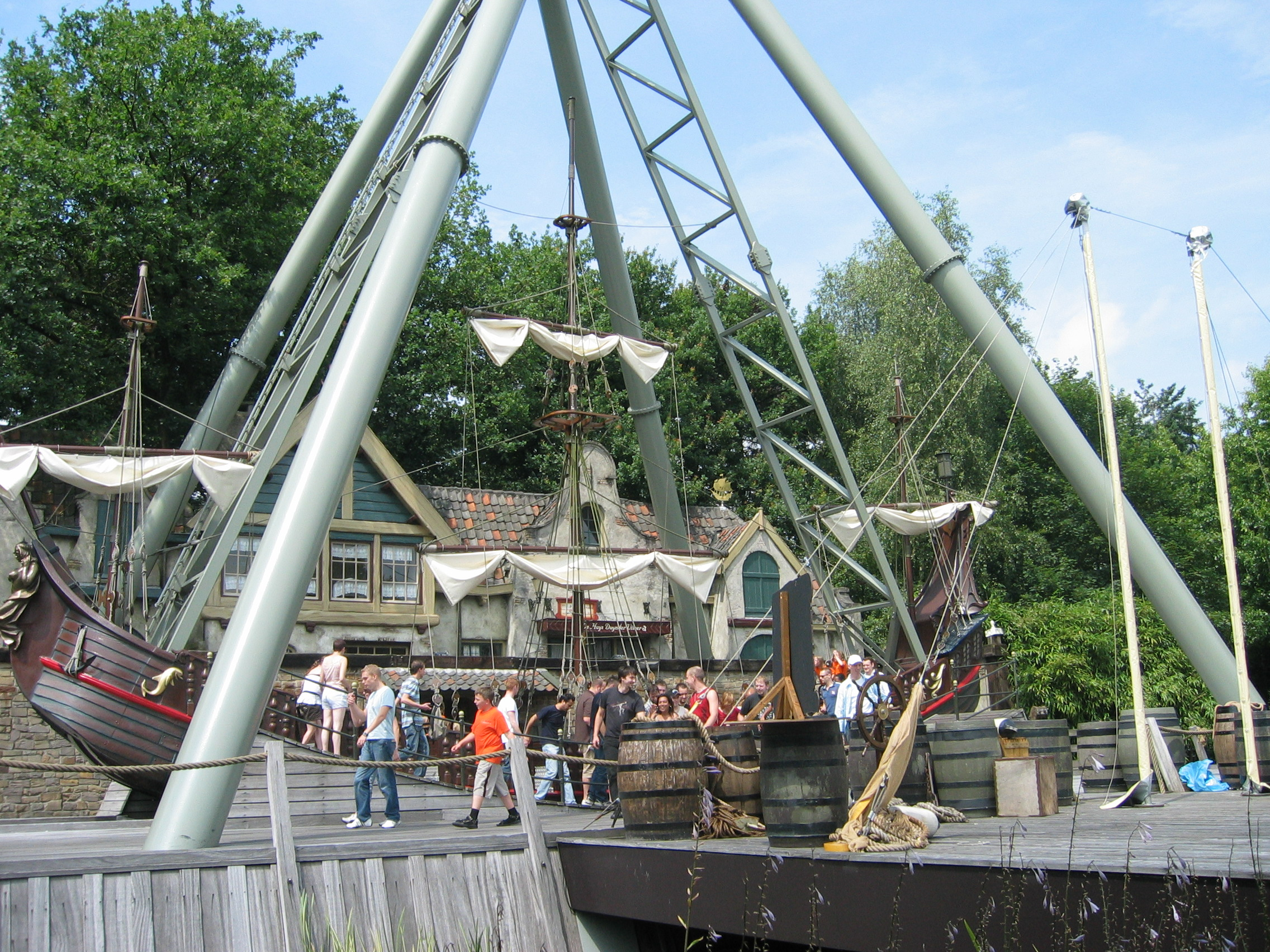
De Halve Maen in de Efteling

Een schommelschip (ook wel bounty of swinging ship) is een attractietype waarbij men in een grote boot heen en weer schommelt. Een variatie op het schommelschip is het Looping Schip. Bij deze attractie schommelt het schip 360 graden rond.
De Halve Maen in de Efteling werd in 1988 opgenomen in het Guinness Book of Records als grootste schommelschip ter wereld.
Een kleine versie is de 'schipschommel' of 'schuitje' die soms in parken, speeltuinen of op kermissen te vinden is. In deze door het verplaatsen van lichaamsgewicht bewogen schommel kunnen meestal twee personen tegelijk plaatsnemen. 
Het voormalige schommelschip Santa Maria in Bobbejaanland was een voorbeeld van een type schommelschip gemaakt door Schwarzkopf. Deze uitvoering van het schommelschip was voorzien van een begeleidende rails waarover de boot heen en weer bewoog, lijkend op de Disk'O-attracties van Zamperla. Dit type schommelschip had daardoor geen rechtopstaande palen nodig waaraan het schip hing en heen en weer schommelt. 

## Voorbeelden
België en Nederland
- d'Avontuur in Sprookjeswonderland
- De Piraat in Drievliet
- Halve Maen in de Efteling
- Het Galjoen in Avonturenpark Hellendoorn
- Hudson Bay in Walibi Holland (1994-2015)
- Muizenschommel in Julianatoren
- Pirate in Attractiepark Slagharen
- Piraat in Sprookjesbos Valkenburg
- Piratenboot in Bellewaerde
- De Piratenboot in Plopsaland De Panne
- Sancta Maria in Boudewijn Seapark
- Schip Ahoi in Duinrell
- Scorpios in Attractiepark Toverland
- Super Nova in Duinen Zathe

Andere
- Blade in Alton Towers
- Santa Maria in Heide-Park
- Stormship in Holiday Park
- Vikingeskibet Dragen in Dyrehavsbakken
- Vindjammer in Europa-Park